# Xenofrea basitriangularis
Xenofrea basitriangularis là một loài bọ cánh cứng trong họ Cerambycidae.